# Paquito Navarro
Francisco Jesús Navarro Compán, plus connu sous le nom de Paquito Navarro, né le 10 février 1989 à Séville (Espagne), est un joueur de padel professionnel espagnol.
Paquito a réussi à être numéro 1 mondial en 2019 avec Juan Lebrón, devenant ainsi le premier espagnol à atteindre le sommet du padel mondial.

## Biographie
Paquito Navarro a commencé à jouer au padel à l'âge de 5 ans, dans le lotissement où habitaient ses parents à Almería. À 9 ans, il commence à jouer ses premiers tournois, attirant l'attention des observateurs, et devient vice-champion du monde de sa catégorie avec Jaime Bergareche à seulement 10 ans. Il finit à nouveau vice-champion du monde de sa catégorie à 14 ans, puis à 16 ans, perdant une troisième finale mondiale junior.
Il brise enfin la malédiction lorsqu'il commence à s'entraîner avec Adrian Allemandi jusqu'à l'âge de 20 ans et remporte enfin la finale du championnat du monde junior.
Il devient professionnel et rejoint le Padel Pro Tour (ancêtre du World Padel Tour) en 2009. Il change régulièrement de partenaire (Jordi Muñoz, Adrián Allemandi), et obtient son premier trophée significatif en tant que joueur professionnel en remportant le Master Final 2015 avec Maxi Grabiel, face au légendaire duo Fernando Belasteguín et Juan Martín Díaz.
Après cela, il termine deuxième du World Padel Tour avec Matias Diaz, avant de devenir partenaire avec Sanyo Gutiérrez, avec qui il remportera 5 Open, 2 Master et 1 Master Final.
Après de nouveaux changements de partenaires (Juan Martín Díaz, Pablo Lima et Juan Cruz Beluatti), il atteint la consécration en 2019 avec Juan Lebrón, en passant numéro 1 mondial, devenant ainsi le premier espagnol à atteindre le sommet du padel mondial.
Malgré les bons résultats obtenus avec Lebrón, Paquito change de partenaire lors de la saison 2021 pour s'allier à Martín Di Nenno. Ils finissent par se séparer en octobre 2022 après une saison et une entente difficile.
Paquito Navarro enchaine alors à nouveau les partenaires, avec Miguel Yanguas puis Juan Tello, avec qui il change de position sur le terrain, et se retrouve à droite. Il revient finalement en avril 2023 à gauche, son poste de prédilection, en s'associant à Federico Chingotto avec qui il ira remporter le Master Final 2023.

## Titres

### Championnat du monde de padel
| N.º | Année | Ville hôte | Adversaires en finale | Résultat |
| --- | ----- | ---------- | --------------------- | -------- |
| 1.  | 2010  | Cancún     | Espagne               | 2-1      |
| 2.  | 2021  | Doha       | Argentine             | 2-0      |

### Premier Padel
| N.º | Année | Tournoi | Catégorie | Partenaire      | Adversaires en finale       | Résultat  |
| --- | ----- | ------- | --------- | --------------- | --------------------------- | --------- |
| 1.  | 2022  | Doha    | Major     | Martín Di Nenno | Juan Lebrón Alejandro Galán | 6-3 / 7-6 |

### World Padel Tour
| N.º | Année | Tournoi            | Catégorie    | Partenaire         | Adversaires en finale                 | Résultat              |
| --- | ----- | ------------------ | ------------ | ------------------ | ------------------------------------- | --------------------- |
| 1.  | 2014  | Valence            | Open         | Maxi Grabiel       | Juan Martín Díaz Fernando Belasteguín | 6-2 / 3-6 / 6-3 / 7-5 |
| 2.  | 2014  | San Fernando       | Open         | Maxi Grabiel       | Sanyo Gutiérrez Maxi Sánchez          | 7-5 / 5-7 / 7-5       |
| 3.  | 2015  | Barcelone          | Master       | Matías Díaz        | Luciano Capra David Gutiérrez         | 6-1 / 6-2             |
| 4.  | 2016  | Valence            | Master       | Sanyo Gutiérrez    | Matías Díaz Maxi Sánchez              | 7-6 / 7-6             |
| 5.  | 2016  | La Nucia           | Open         | Sanyo Gutiérrez    | Pablo Lima Fernando Belasteguín       | Blessure              |
| 6.  | 2016  | Madrid             | Master Final | Sanyo Gutiérrez    | Juani Mieres Miguel Lamperti          | 6-3 / 6-4             |
| 7.  | 2017  | Santander          | Open         | Sanyo Gutiérrez    | Pablo Lima Fernando Belasteguín       | 4-6 / 6-4 / 7-6       |
| 8.  | 2017  | Miami              | Master       | Sanyo Gutiérrez    | Pablo Lima Fernando Belasteguín       | 7-6 / 6-3             |
| 9.  | 2017  | Valladolid         | Open         | Sanyo Gutiérrez    | Pablo Lima Fernando Belasteguín       | Blessure              |
| 10. | 2017  | Séville            | Open         | Sanyo Gutiérrez    | Pablo Lima Fernando Belasteguín       | 6-4 / 6-2             |
| 11. | 2017  | Andorre-la-Vieille | Open         | Sanyo Gutiérrez    | Pablo Lima Fernando Belasteguín       | 3-6 / 6-4 / 6-4       |
| 12. | 2018  | Bilbao             | Open         | Pablo Lima         | Juani Mieres Miguel Lamperti          | 6-3 / 6-3             |
| 13. | 2019  | Alicante           | Open         | Juan Lebrón        | Pablo Lima Fernando Belasteguín       | 3-6 / 7-6 / 6-2       |
| 14. | 2019  | Jaén               | Open         | Juan Lebrón        | Sanyo Gutiérrez Maxi Sánchez          | 7-5 / 6-4             |
| 15. | 2019  | Valladolid         | Master       | Juan Lebrón        | Juani Mieres Alejandro Galán          | 6-7 / 6-4 / 6-4       |
| 16. | 2019  | Båstad             | Open         | Juan Lebrón        | Matías Díaz Franco Stupaczuk          | 6-3 / 7-6             |
| 17. | 2019  | Sao Paulo          | Open         | Juan Lebrón        | Uri Botello Javier Ruiz               | 2-6 / 6-3 / 6-2       |
| 18. | 2020  | Marbella           | Master       | Pablo Lima         | Juan Lebrón Alejandro Galán           | 7-6 / 2-6 / 6-3       |
| 19. | 2021  | Barcelone          | Master       | Martín Di Nenno    | Federico Chingotto Juan Tello         | 6-2 / 3-6 / 6-4       |
| 20. | 2021  | Cordoue            | Open         | Martín Di Nenno    | Álex Ruiz Franco Stupaczuk            | 6-3 / 6-3             |
| 21. | 2021  | Buenos Aires       | Master       | Martín Di Nenno    | Sanyo Gutiérrez Agustín Tapia         | 6-4 / 6-2             |
| 22. | 2022  | Vigo               | Open         | Martín Di Nenno    | Alejandro Galán Juan Lebrón           | 2-6 / 6-3 / 6-4       |
| 23. | 2022  | Santander          | Open         | Martín Di Nenno    | Arturo Coello Fernando Belasteguín    | 6-2 / 6-0             |
| 24. | 2022  | Mexico             | Open         | Juan Tello         | Pablo Lima Franco Stupaczuk           | 7-6 / 1-6 / 7-5       |
| 25. | 2023  | Barcelone          | Master Final | Federico Chingotto | Alejandro Galán Juan Lebrón           | 6-1 / 6-4             |